# Styloniscus hirsutus
Styloniscus hirsutus là một loài chân đều trong họ Styloniscidae. Loài này được Green miêu tả khoa học năm 1971.